# 千佛寨摩岩造像
千佛寨摩岩造像位於四川省资阳市安岳縣城郊，文物遺址年代判定為唐、宋。1956年8月16日公佈為四川省第一批歷史及革命文物保護單位。1980年7月7日重新公佈為四川省第一批文物保護單位。2006年5月25日列為第六批全國重點文物保護單位。

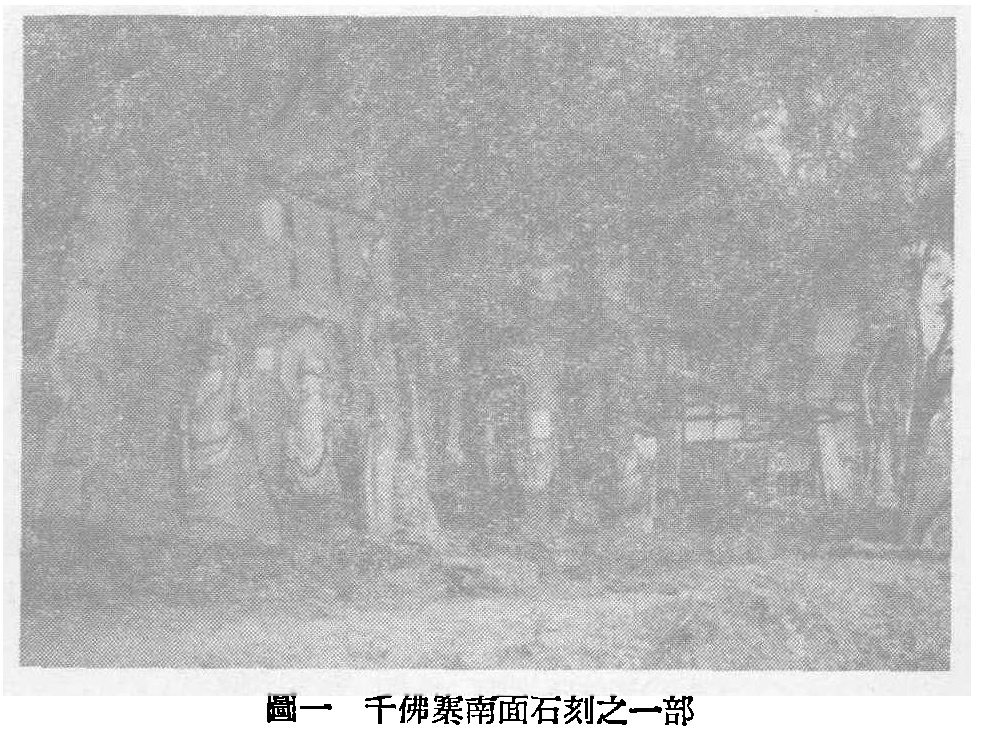
千佛寨南面石刻之一部
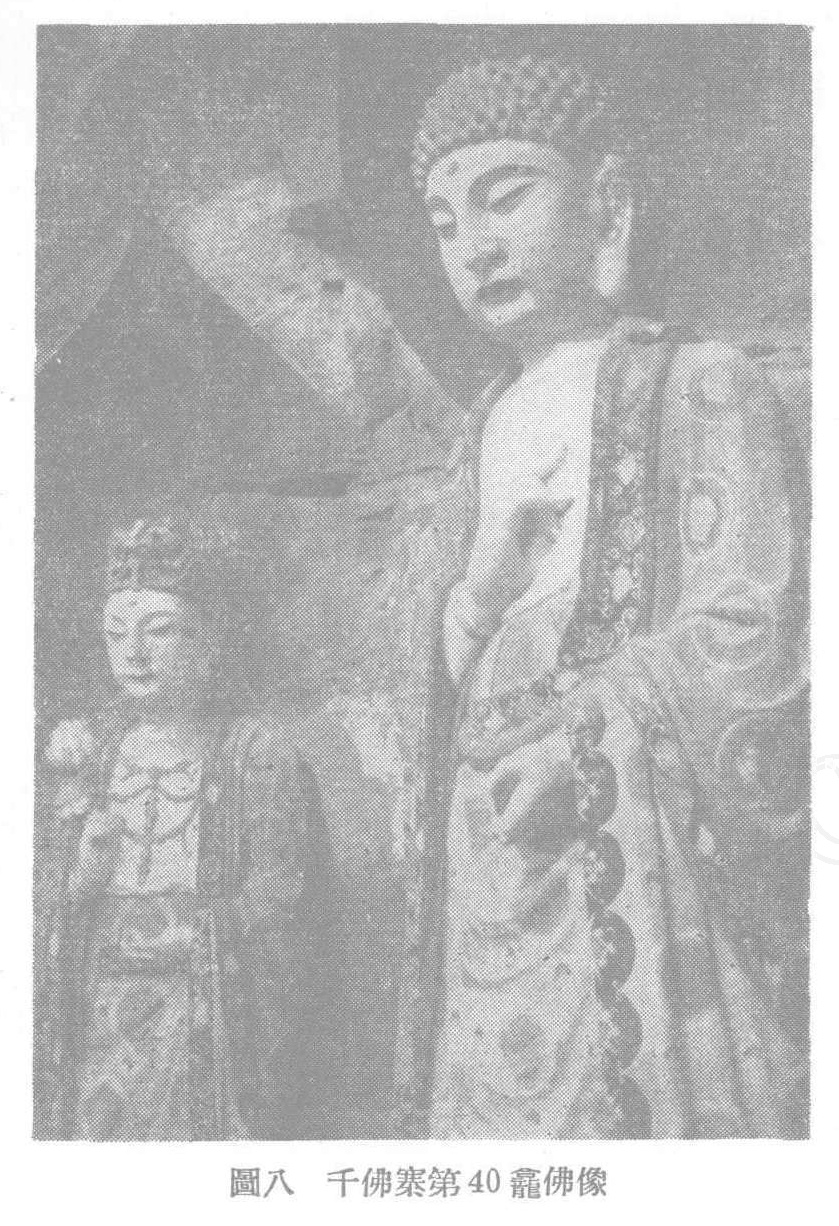
千佛寨第40龕佛像
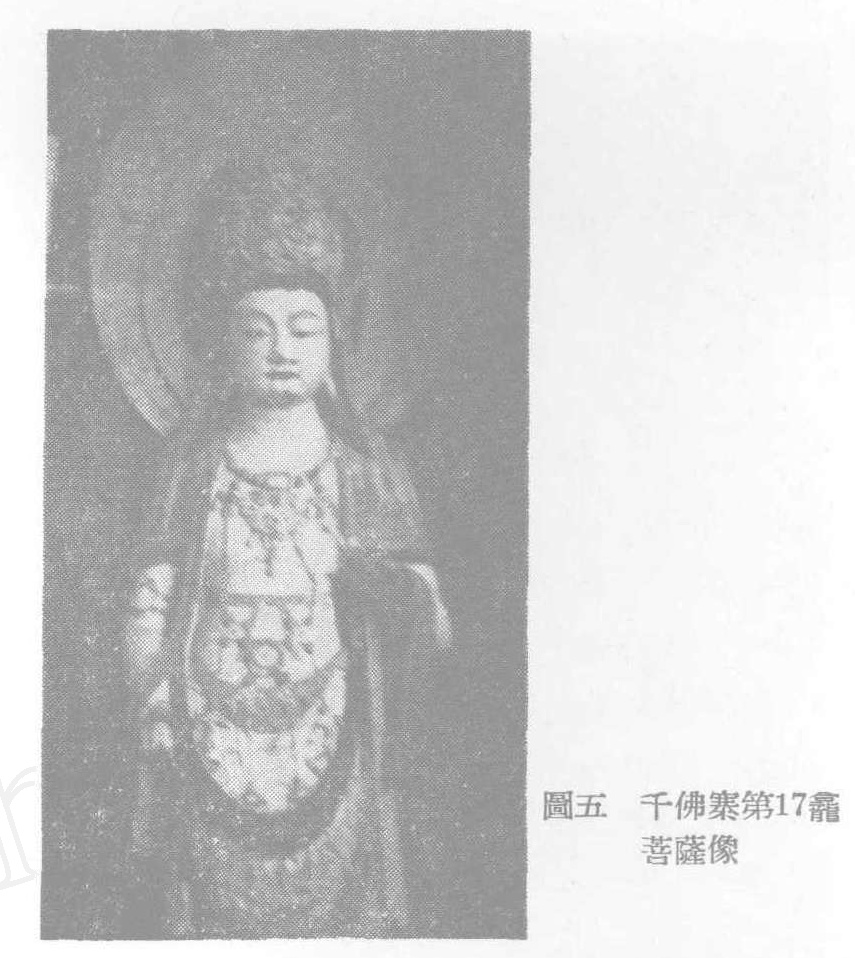
千佛寨第17龕菩薩像
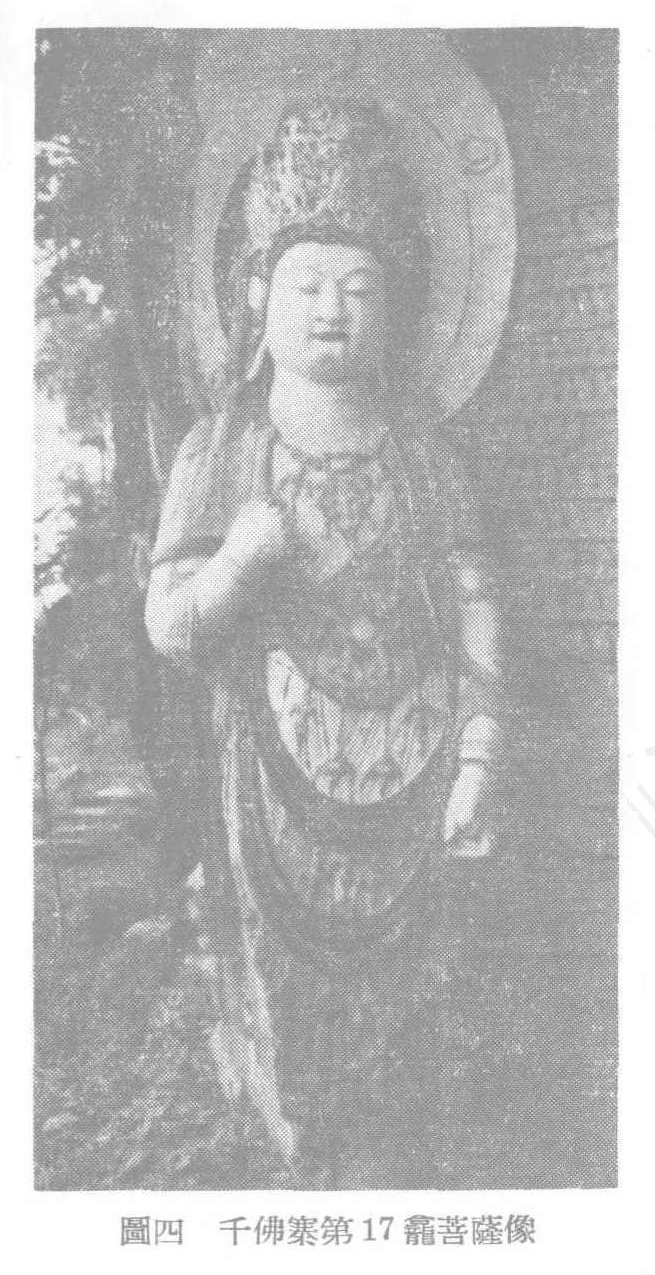
安岳千佛寨第17龕菩薩像